# Стовбан Станіслав Володимирович
Станісла́в Володи́мирович Стовбан — солдат Збройних сил України, станом на січень 2016-го — сержант, учасник російсько-української війни.

## Життєпис
Пройшов строкову службу в десантних військах. Через рік почалася війна, у складі 80-ї бригади. Після підготовки з листопада 2014-го на фронті, під Донецьким аеропортом, у Водяному. Брав участь у боях за Донецький аеропорт, 16—20 січня 2015-го особливо жорстокі. 20 січня спалив 3 стволи до кулемета, відбиваючи наступ, поранений, контужений. Знепритомнів, полонений, переламані ребра — чечени, за безпечність домовлявся з терористами старшина Анатолій Свирид. У Донецьку оперували, одну ногу відрізали. Потім був обмін полоненими.
Влітку 2015-го почав ходити на протезі, повернувся до ЗСУ, командир взводу.

## Нагороди
За особисту мужність і героїзм, виявлені у захисті державного суверенітету та територіальної цілісності України, вірність військовій присязі під час російсько-української війни
- орденом Богдана Хмельницького III ступеня (8.6.2015).